# 33604 McChesney
33604 McChesney è un asteroide della fascia principale. Scoperto nel 1999, presenta un'orbita caratterizzata da un semiasse maggiore pari a 3,0241408 UA e da un'eccentricità di 0,0539394, inclinata di 2,17931° rispetto all'eclittica.